# Taio di Nomi
Taio di Nomi este o arie protejată (arie specială de conservare — SAC, sit de importanță comunitară — SCI, arie de protecție specială avifaunistică — SPA) din Italia întinsă pe o suprafață de 5,29 ha, integral pe uscat.

## Localizare
Centrul sitului Taio di Nomi este situat la coordonatele 45°55′30″N 11°04′48″E / 45.925°N 11.07988°E.

## Înființare
Situl Taio di Nomi a fost declarat sit de importanță comunitară în iunie 1995 pentru a proteja 46 de specii de animale. Alte tipuri de protecție:
- arie de protecție specială avifaunistică (în august 2000)[2]
- arie specială de conservare (în martie 2014)[1][3][4]

## Biodiversitate
Situată în ecoregiunea alpină, aria protejată conține 2 habitate naturale: Lacuri eutrofice naturale cu vegetație de tip Magnopotamion sau Hydrocharition, Păduri aluvionare cu Alnus glutinosa și Fraxinus excelsior (Alno-Padion, Alnion incanae, Salicion albae).
La baza desemnării sitului se află mai multe specii protejate:
- păsări (45): lăcar mare (Acrocephalus arundinaceus), lăcar-de-lac (Acrocephalus scirpaceus), fluierar de munte (Actitis hypoleucos), pescăruș albastru (Alcedo atthis), rață pitică (Anas crecca), rață mare (Anas platyrhynchos), stârc cenușiu (Ardea cinerea), stârc roșu (Ardea purpurea), stârc galben (Ardeola ralloides), rața moțată (Aythya fuligula), bătăuș (Calidris pugnax),  prundaș gulerat mic (Charadrius dubius), chirighiță neagră (Chlidonias niger), barză albă (Ciconia ciconia), erete de stuf (Circus aeruginosus), egretă mică (Egretta garzetta), presură de stuf (Emberiza schoeniclus), lișiță (Fulica atra), becațină comună (Gallinago gallinago), găinușă de baltă (Gallinula chloropus), piciorong (Himantopus himantopus), frunzăriță galbenă (Hippolais icterina), stârc pitic (Ixobrychus minutus), sfrâncioc roșiatic (Lanius collurio), pescăruș argintiu (Larus cachinnans), Locustella naevia, becațină mică (Lymnocryptes minimus), rață fluierătoare (Mareca penelope), rață pestriță (Mareca strepera), gaia neagră (Milvus migrans), codobatura galbenă (Motacilla flava), muscar sur (Muscicapa striata), stârc de noapte (Nycticorax nycticorax), codroșul de pădure (Phoenicurus phoenicurus), pitulice-fluierătoare (Phylloscopus trochilus), corcodel-cu-gât-negru (Podiceps nigricollis), cresteț pestriț (Porzana porzana), cristei de baltă (Rallus aquaticus), rață cârâitoare (Spatula querquedula), silvie de zăvoi (Sylvia borin), corcodel mic (Tachybaptus ruficollis), fluierar negru (Tringa erythropus), fluierar de mlaștină (Tringa glareola), fluierarul de zăvoi (Tringa ochropus), nagâț (Vanellus vanellus)
- pești (1): Cobitis bilineata

Pe lângă speciile protejate, pe teritoriul sitului au mai fost identificate 11 specii de plante, 2 specii de amfibieni, 5 specii de mamifere, 4 specii de nevertebrate, 3 specii de pești, 3 specii de reptile.